# Sobre las huellas de Humboldt
Sobre las huellas de Humboldt es un ensayo escrito por el poeta venezolano José Antonio Ramos Sucre (Cumaná, 9 de junio de 1890 - Ginebra, Suiza, 13 de junio de 1930). Este ensayo lo publicó el poeta en 1923 en el formato de panfleto y como una primera entrega de un proyecto constituido por varios escritos. Sin embargo, Ramos Sucre abandona ese proyecto de trabajo y Sobre las huellas de Humboldt queda como ensayo único. Posteriormente, será parte constitutiva del segundo libro publicado por el poeta bajo el título La Torre de Timón en 1925.

## Temática y contenido
El ensayo de Ramos Sucre expone didácticamente la vida y motivaciones de Alejandro de Humboldt (1769-1859). Inicialmente, afirma que los alemanes del siglo XVIII, animados por los relatos del filósofo Jean-Jacques Rousseau, emprendían viajes y excursiones a lugares remotos; Luego, explica que ese ánimo habría estimulado a Alexander von Humboldt para emprender sus viajes al continente americano con intención de registro enciclopédico.
Ramos Sucre describe cómo los parajes de Venezuela o Suramérica van evocando, en Humboldt, escenas o cuadros de la cultura europea: el paisaje de la costa donde Leonardo da Vinci hace posar a La Gioconda o un pasaje de la obra de Miguel de Cervantes. Narra cómo Humboldt observó, reaccionó y registró gradualmente la naturaleza y costumbres del nuevo mundo: el Río Negro; el Orinoco; la llanura venezolana; los vegetales y árboles de las Américas; el carácter del pueblo indígena americano; la vivacidad de los canarios españoles; el valor del zambo americano; su negación de la antropofagia de los caribes del continente o del efecto del clima tropical sobre la enervación del hombre; su admiración por el azteca, Andrés Bello y Simón Bolívar; su censura de ciertas práctica misioneras españolas y del colonizador portugués; su cuantificación y calificación de la situación de los esclavos en la América española; su aprobación de la forma republicana de las naciones emancipadas; su examen de la república de Colombia, y su premonición sobre su disolución causada por un excesivo centralismo.